# 吉野原駅
吉野原駅（よしのはらえき）は、埼玉県さいたま市北区吉野町一丁目にある、埼玉新都市交通伊奈線（ニューシャトル）の駅である。駅番号はNS06。

## 歴史
- 1983年（昭和58年）12月22日 - 開業[1][2]。
- 2001年（平成13年）5月1日 - 浦和市・大宮市・与野市が合併し、所在地がさいたま市となる。
- 2003年（平成15年）4月1日 - さいたま市が政令指定都市に移行し、所在地がさいたま市北区となる。
- 2007年（平成19年）3月18日 - ICカードSuica供用開始[1]。

## 駅構造
相対式ホーム2面2線を有する高架駅。東北・上越新幹線の高架軌道を挟んで位置し、改札口は内宿寄りにある。駅北側は国道16号（6車線）に面しており、直結する歩道橋を利用して、国道の反対側へ渡ることができる。
のりば
| 番線 | 路線                     | 行先     |
| ---- | ------------------------ | -------- |
| 1    | 伊奈線（ニューシャトル） | 内宿方面 |
| 2    | 伊奈線（ニューシャトル） | 大宮方面 |

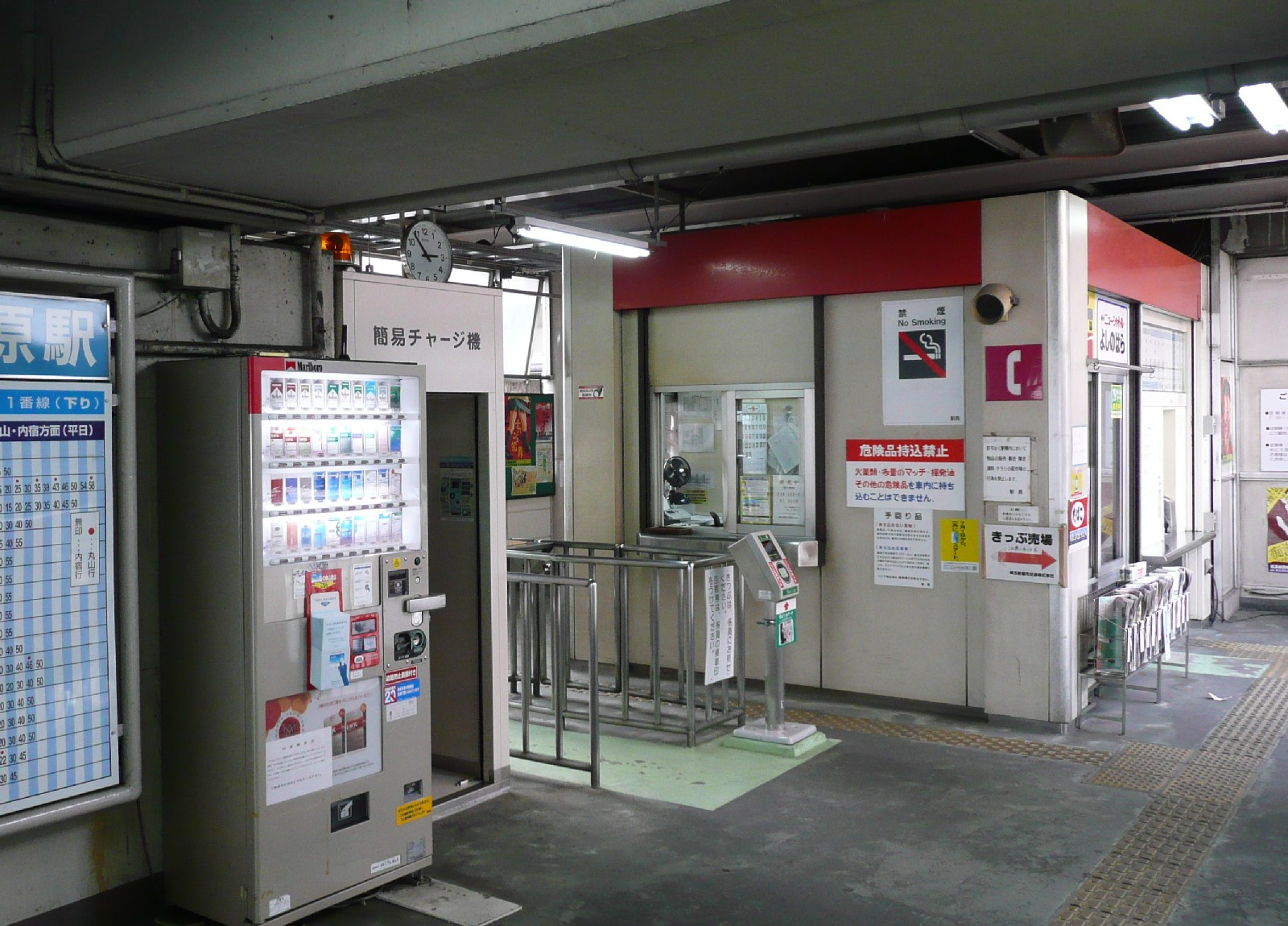
改札口 （2008年9月）
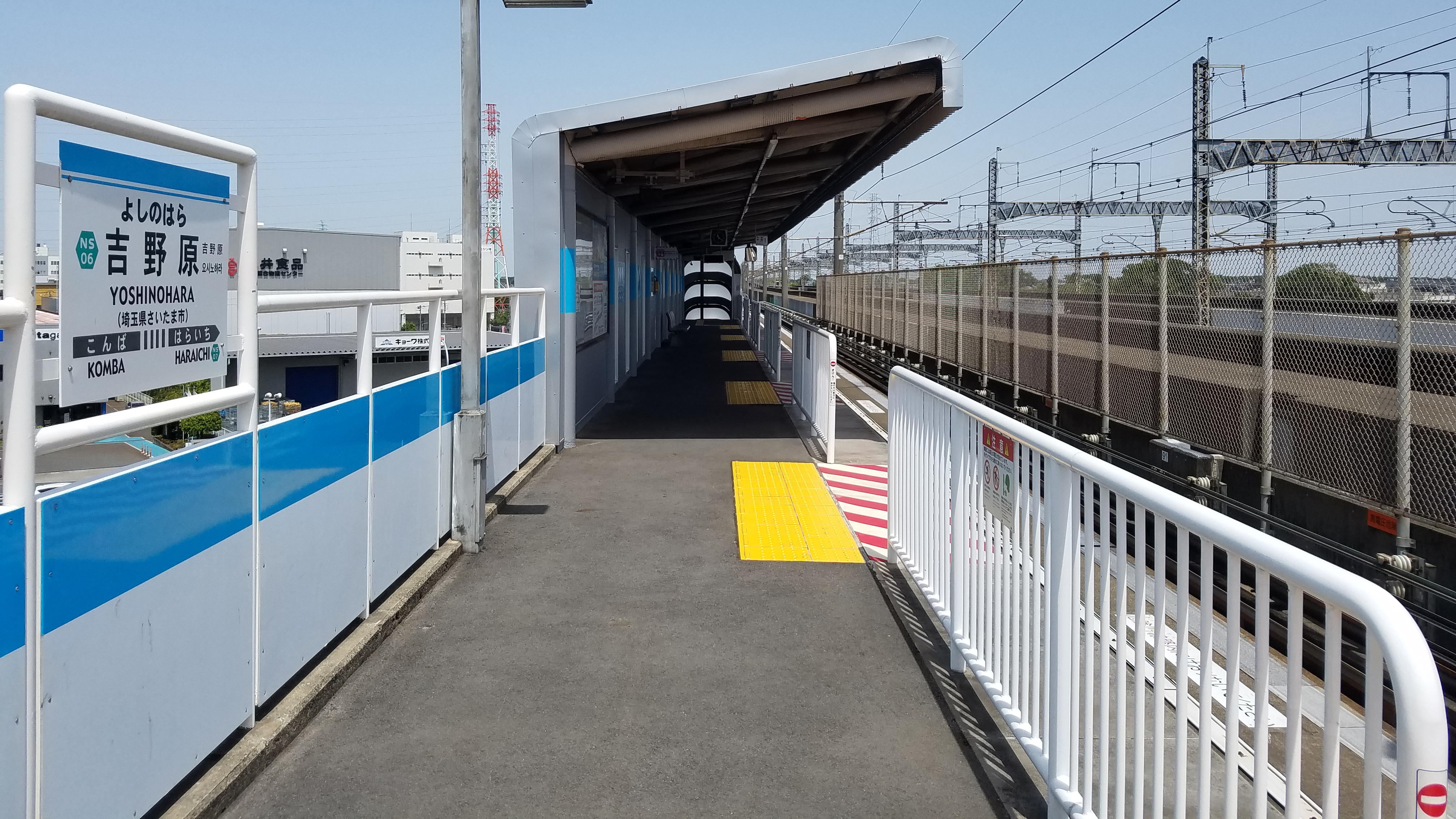
1番線ホーム （2021年5月）
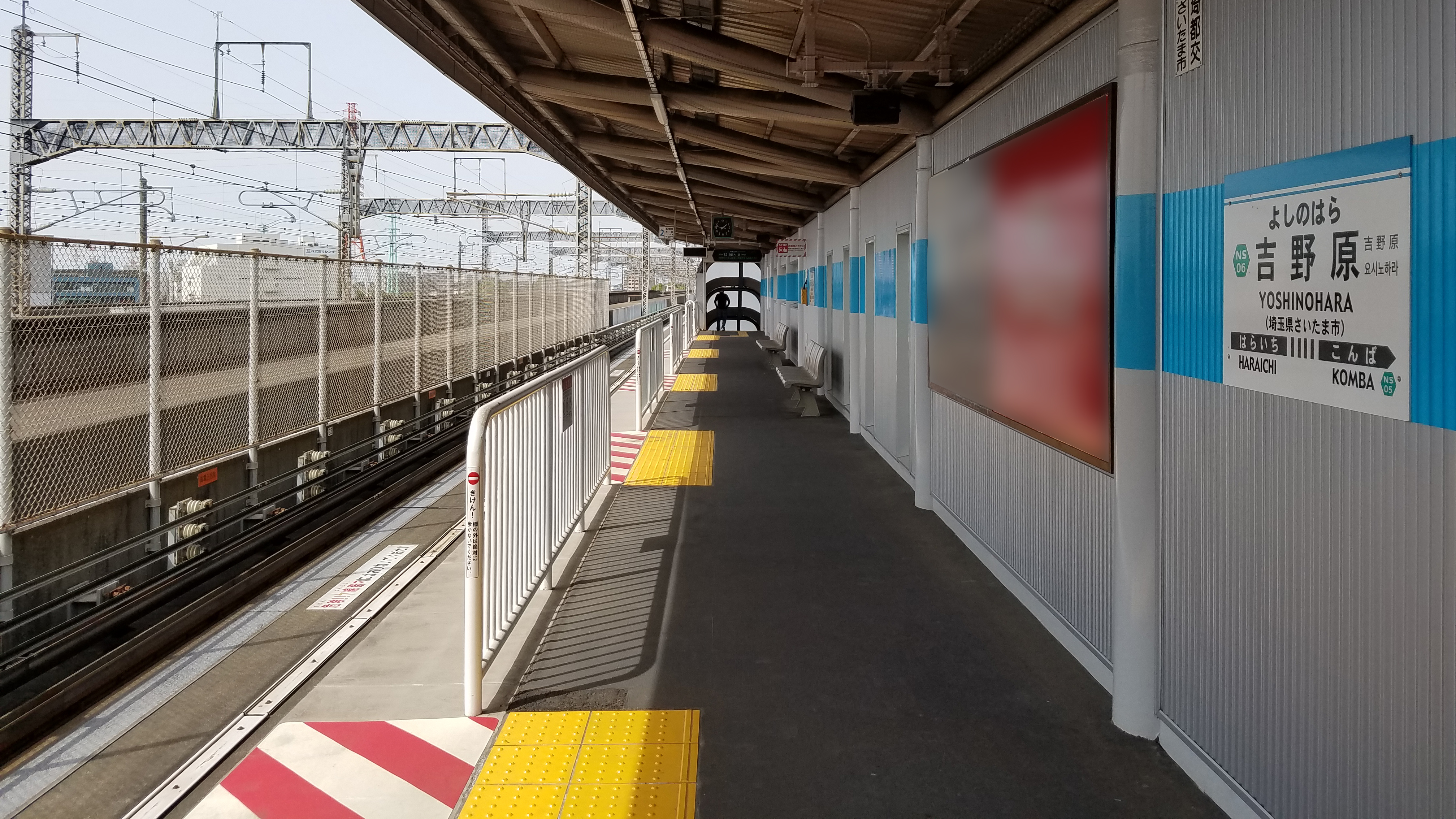
2番線ホーム （2021年5月）

## 利用状況
2023年度の1日平均乗車人員は1,759人である。
近年の1日平均乗車人員は下表のとおりである。
| 年度               | 1日平均 乗車人員 |
| ------------------ | ---------------- |
| 1999年（平成11年） | 1,535            |
| 2000年（平成12年） | 1,547            |
| 2001年（平成13年） | 1,578            |
| 2002年（平成14年） | 1,518            |
| 2003年（平成15年） | 1,532            |
| 2004年（平成16年） | 1,514            |
| 2005年（平成17年） | 1,547            |
| 2006年（平成18年） | 1,681            |
| 2007年（平成19年） | 1,721            |
| 2008年（平成20年） | 1,792            |
| 2009年（平成21年） | 1,708            |
| 2010年（平成22年） | 1,729            |
| 2011年（平成23年） | 1,731            |
| 2012年（平成24年） | 1,782            |
| 2013年（平成25年） | 1,859            |
| 2014年（平成26年） | 1,779            |
| 2015年（平成27年） | 1,756            |
| 2016年（平成28年） | 1,721            |
| 2017年（平成29年） | 1,765            |
| 2018年（平成30年） | 1,785            |
| 2019年（令和元年） | 1,783            |
| 2020年（令和02年） | 1,468            |
| 2021年（令和03年） | 1,542            |
| 2022年（令和04年） | 1,757            |
| 2023年（令和05年） | 1,759            |

## 駅周辺
駅名は、所在する北区吉野町周辺にかつて存在した大字吉野原からとられた。駅は国道16号東大宮バイパスに面しており、西方は工業団地になっている。東側はすぐに上尾市大字原市であり、住宅や田畑が点在する。
- 北川鉄工所東京工場
- 埼玉日産自動車大宮吉野原店
- 信越ポリマー東京工場
- 大正製薬大宮工場・総合研究所
- 寺岡製作所大宮工場
- デリカシェフ上尾工場
- 日立ニコトランスミッション
- 三井食品業務用総合物流センター
- 埼玉新聞社
- さいたまコープ大宮本部
- 天然温泉 花咲の湯
- むさしのグランドホテル
- 大宮吉野町郵便局

## 路線バス
| 乗り場     | 系統                         | 主要経由地                           | 行先         | 運行会社         | 備考                                   |
| ---------- | ---------------------------- | ------------------------------------ | ------------ | ---------------- | -------------------------------------- |
| 吉野原駅前 | ミッドナイトアロー伊奈・内宿 |                                      | 内宿駅       | 東武バスウエスト | 深夜バス 降車専用（大宮駅発） 平日運転 |
| 工業団地東 | 宮01                         | 原市団地北口・瓦葺入口・工業団地東   | 宮原駅東口   | 東武バスウエスト | 原市循環 平日2本                       |
| 工業団地東 | 宮04                         | 原市新田                             | 東大宮駅西口 | 東武バスウエスト | 平日2本                                |
| 工業団地東 | 宮06                         | 緑地公園・工業団地四ツ角・宮原四丁目 | 宮原駅東口   | 東武バスウエスト | 工業団地循環 平日朝運転                |
| 工業団地東 | 宮01・宮06                   | 工業団地四ツ角・宮原四丁目           | 宮原駅東口   | 東武バスウエスト | 平日4本                                |
| 工業団地東 | 宮04                         | 工業団地四ツ角・本郷新田・東宮原駅前 | 宮原駅東口   | 東武バスウエスト | 平日2本                                |

## 隣の駅
埼玉新都市交通
 伊奈線（ニューシャトル）
今羽駅 (NS05) - 吉野原駅 (NS06) - 原市駅 (NS07)